# Droge loofbossen van Kathiawar-Gir
De droge loofbossen van Kathiawar-Gir (Engels: Kathiawar-Gir dry deciduous forests) vormt een ecoregio in het noordwesten van India. De ecoregio bestaat uit tropisch droog bos en heeft een oppervlakte van 267.000 vierkante meter. De ecoregio strekt zich uit over delen van de Indiase staten Gujarat, Rajasthan en Madhya Pradesh.

## Ligging en klimaat

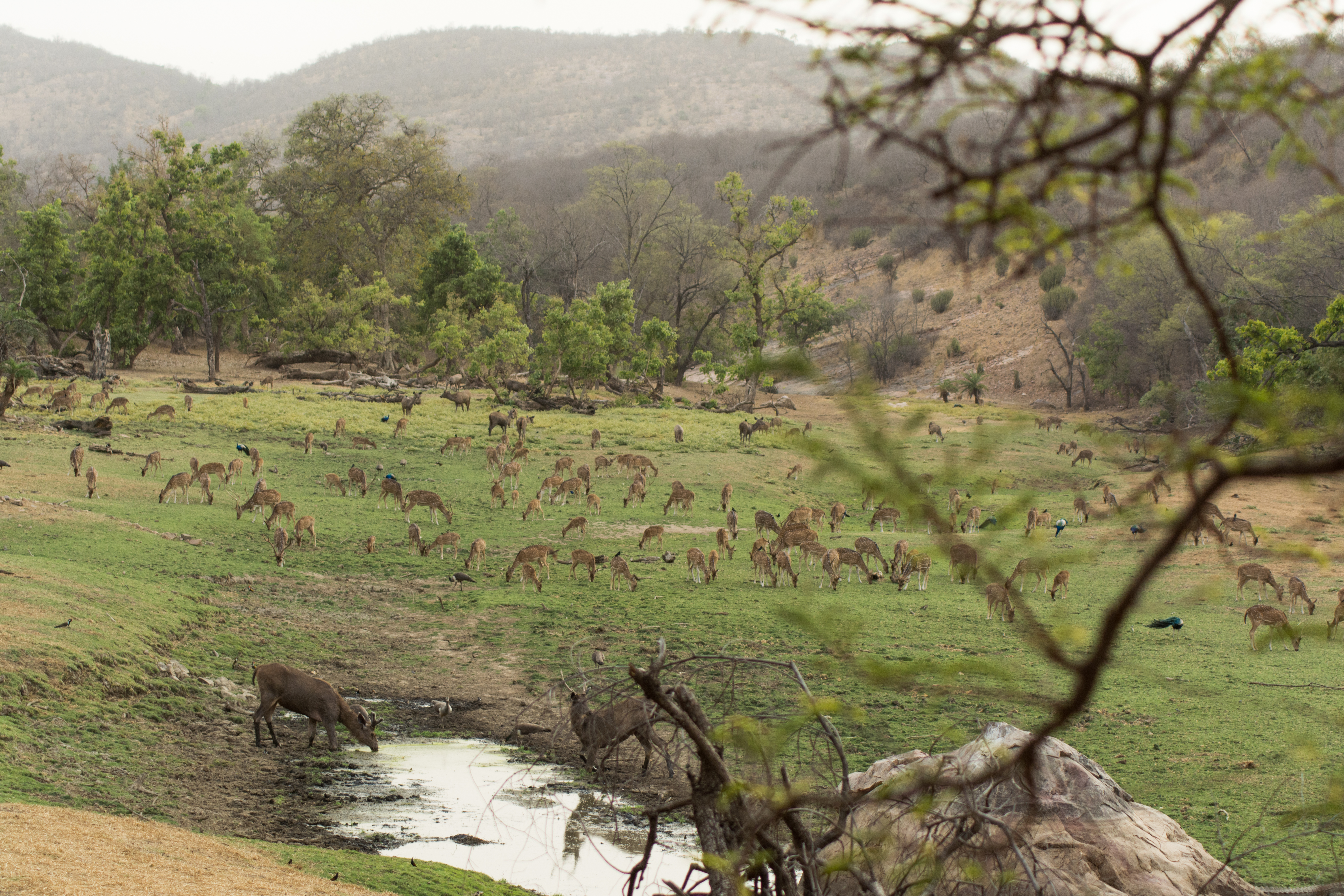
Boslandschap in het Aravalligebergte

De ecoregio omvat het Aravalligebergte, waarvan de Mount Abu de hoogste top heeft, reikend tot 1722 meter hoogte. Verder heeft de ecoregio nog een klein losstaand deel, volledig omgeven door de noordwestelijke doornbossen, en dit betreft de droge bossen van het Nationaal Park Gir Forest. Dit nationaal park is gelegen op het schiereiland Kathiawar. De regio kent meer dan acht droge maanden per jaar. De jaarlijkse neerslag varieert van ongeveer 550 tot 700 millimeter en de temperatuur overschrijdt regelmatig 40 °C.

## Flora
In deze ecoregio komen zowel Afrotropische als Indomaleisische plantensoorten voor. De vegetatie van de droge loofbossen bestaat uit drie lagen, waarvan bomen in de bovenste boomlaag een hoogte kunnen hebben tussen 15 en 25 meter. De samenstelling van boom- en plantensoorten hangt af van verschillen in bodemgesteldheid en het vochtniveau. 
In de gebieden die minder droog zijn groeien teakbomen (Tectona grandis), samen met soorten als Aegle marmelos, Boswellia serrata, Ougeinia oojeinensis, Diospyros spp., Bombax ceiba, Sterculia urens, Emblica officinalis, Dalbergia paniculata en Terminalia tomentosa. In drogere gebieden verdwijnen deze teakbossen en worden ze vervangen door bossen met bijna uitsluitend de soort Anogeissus pendula samen met Acacia catechu. Deze groeien voornamelijk op de kwartsietruggen en gneisheuvels van het Aravalligebergte. 
De rotsachtige heuvels zijn begroeid met een doornachtige vegetatie. Kenmerkende plantensoorten zijn Euphorbia caducifolia, Maytenus emarginata, Acacia senegal, Commiphora mukul, Wrightia tinctoria, Securinega leucopyrus, Grewia tenax en Grewia villosa. Op deze heuvels komen de meeste endemische soorten voor, zoals Dicliptera abuensis, Strobilanthes halbergii en Veronica anagallis. De riparische zones langs de oevers van rivieren en stromen tussen de heuvels worden gekenmerkt door palm- en vijgenbomen als Phoenix sylvestris en Ficus racemosa.

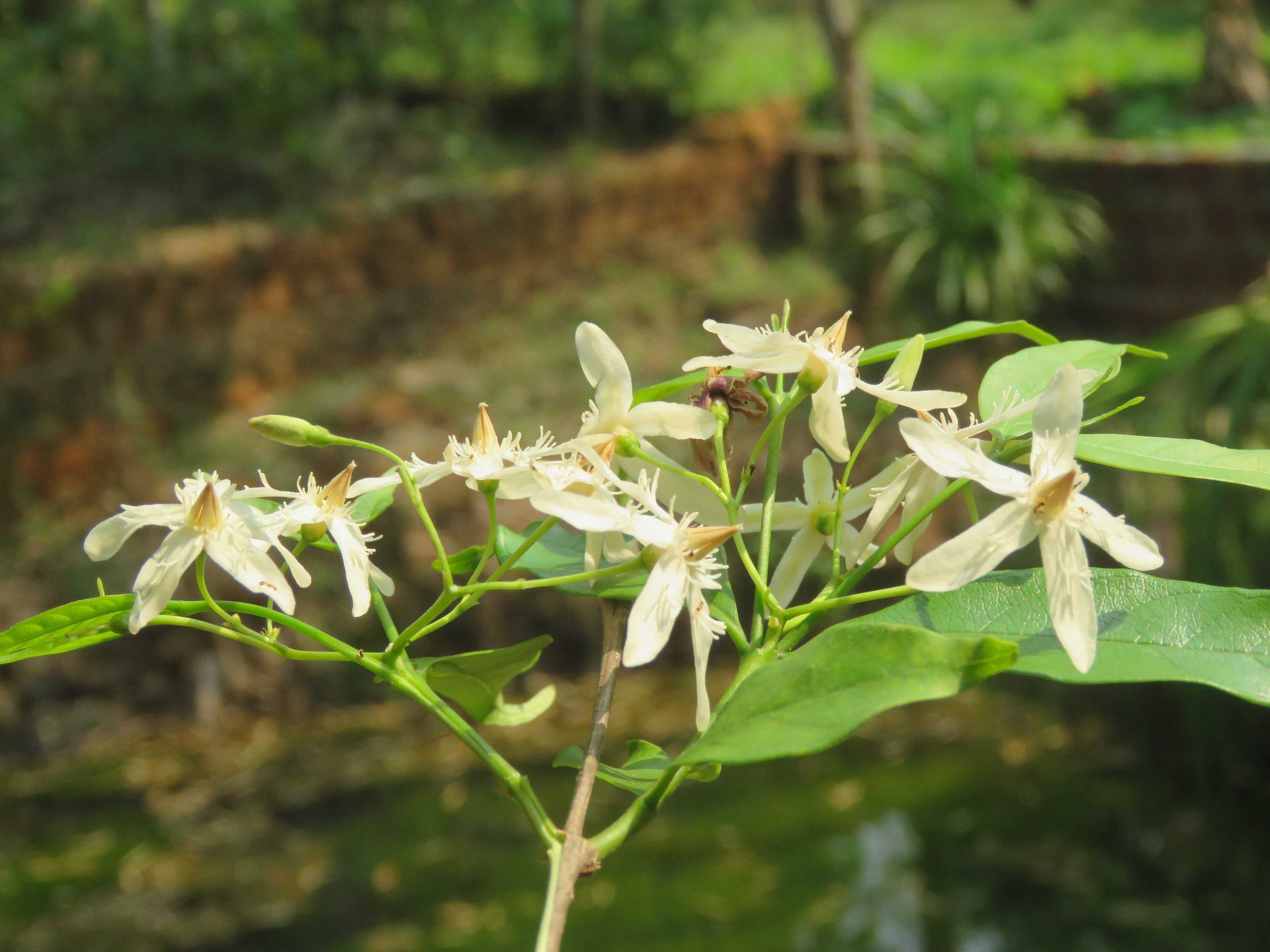
Wrightia tinctoria
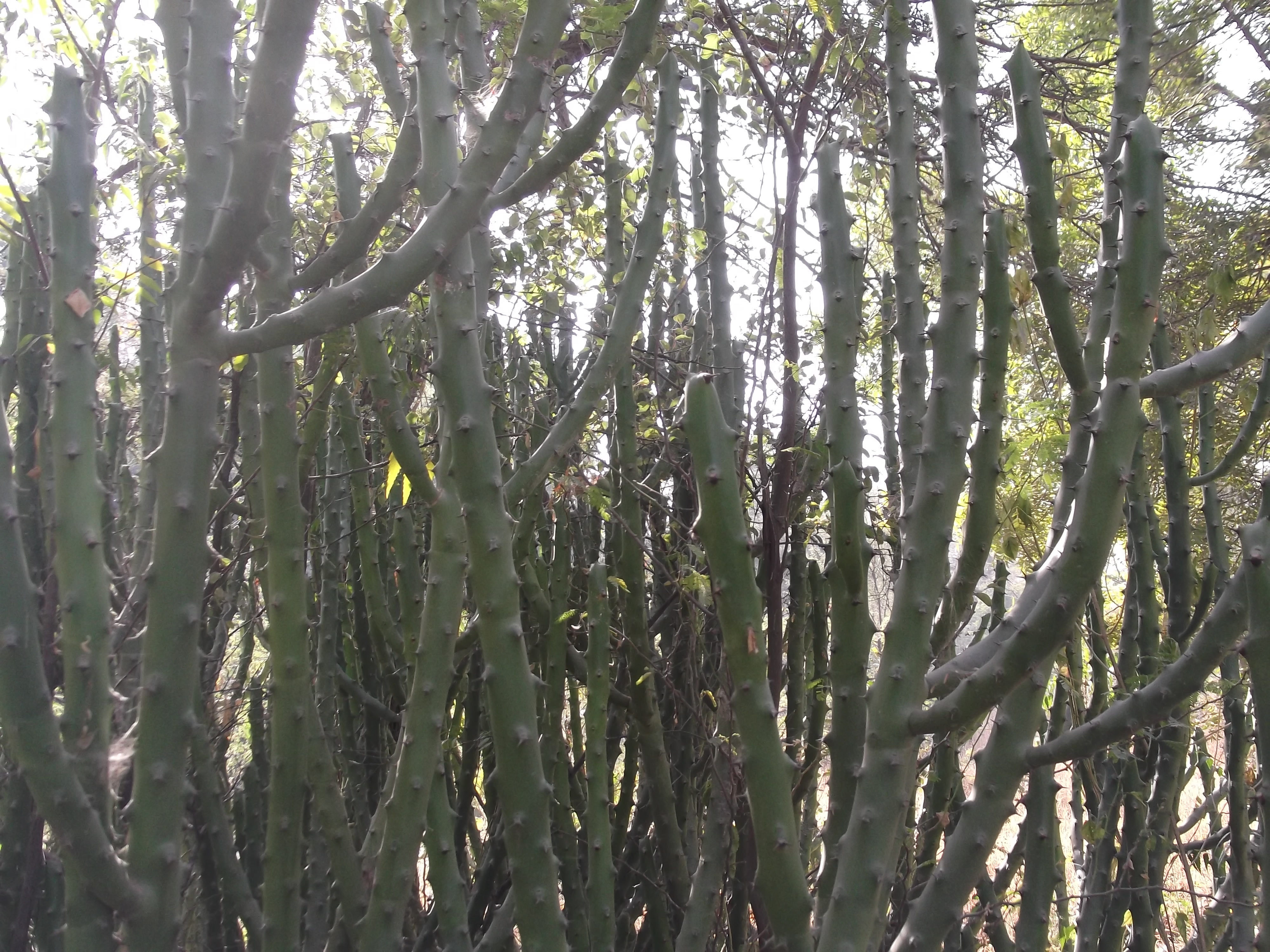
Euphorbia caducifolia
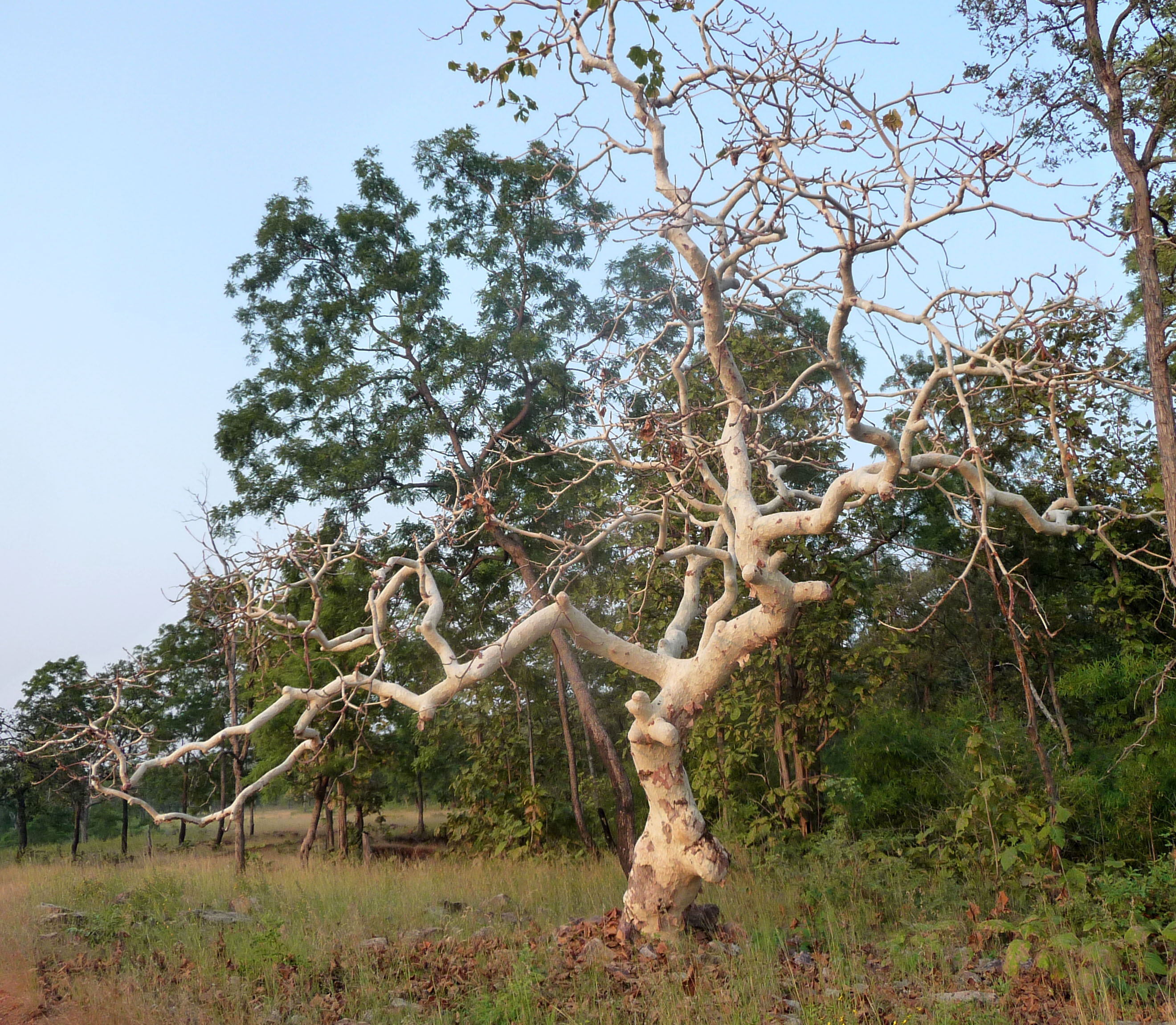
Sterculia urens
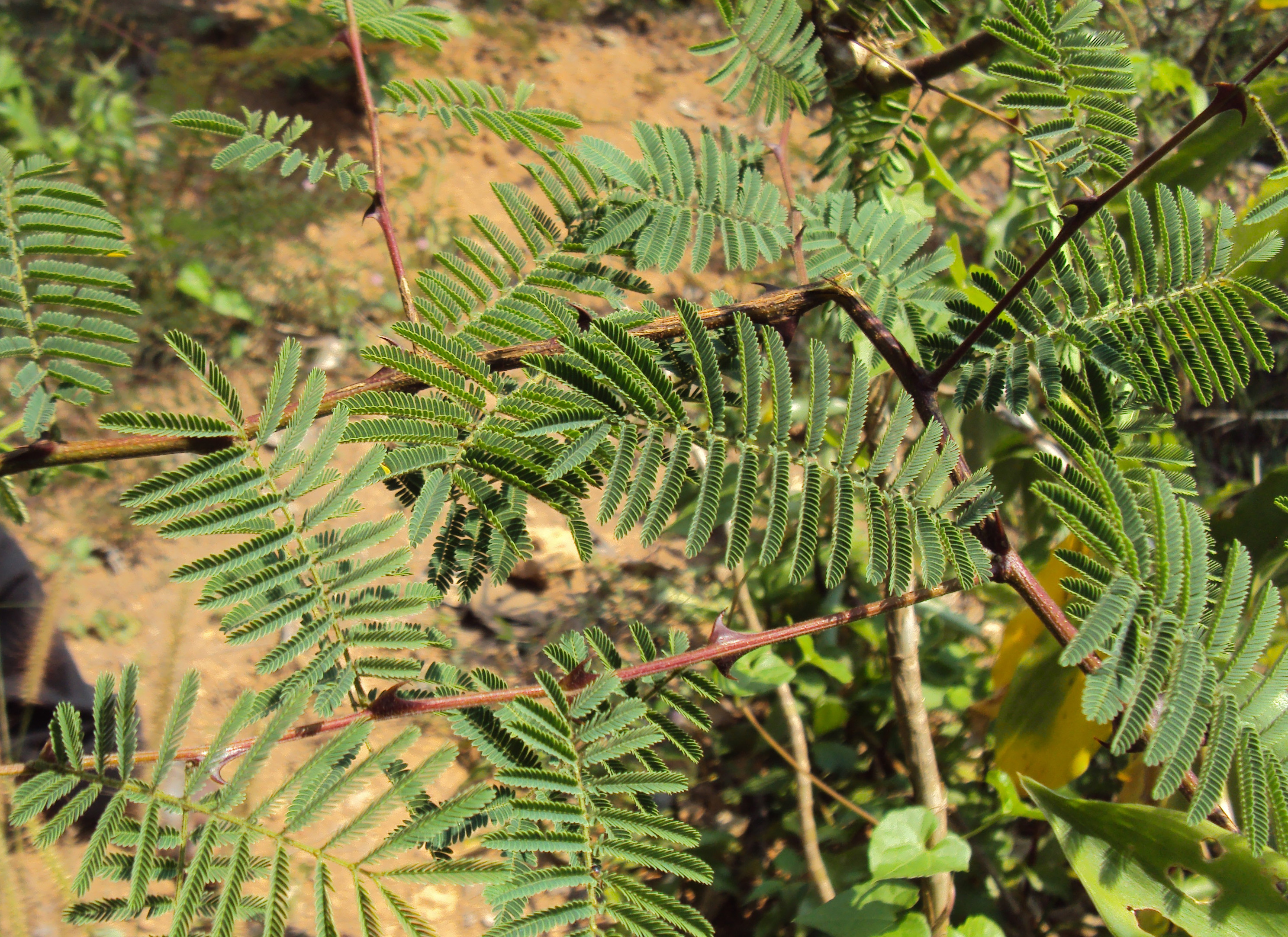
Acacia catechu
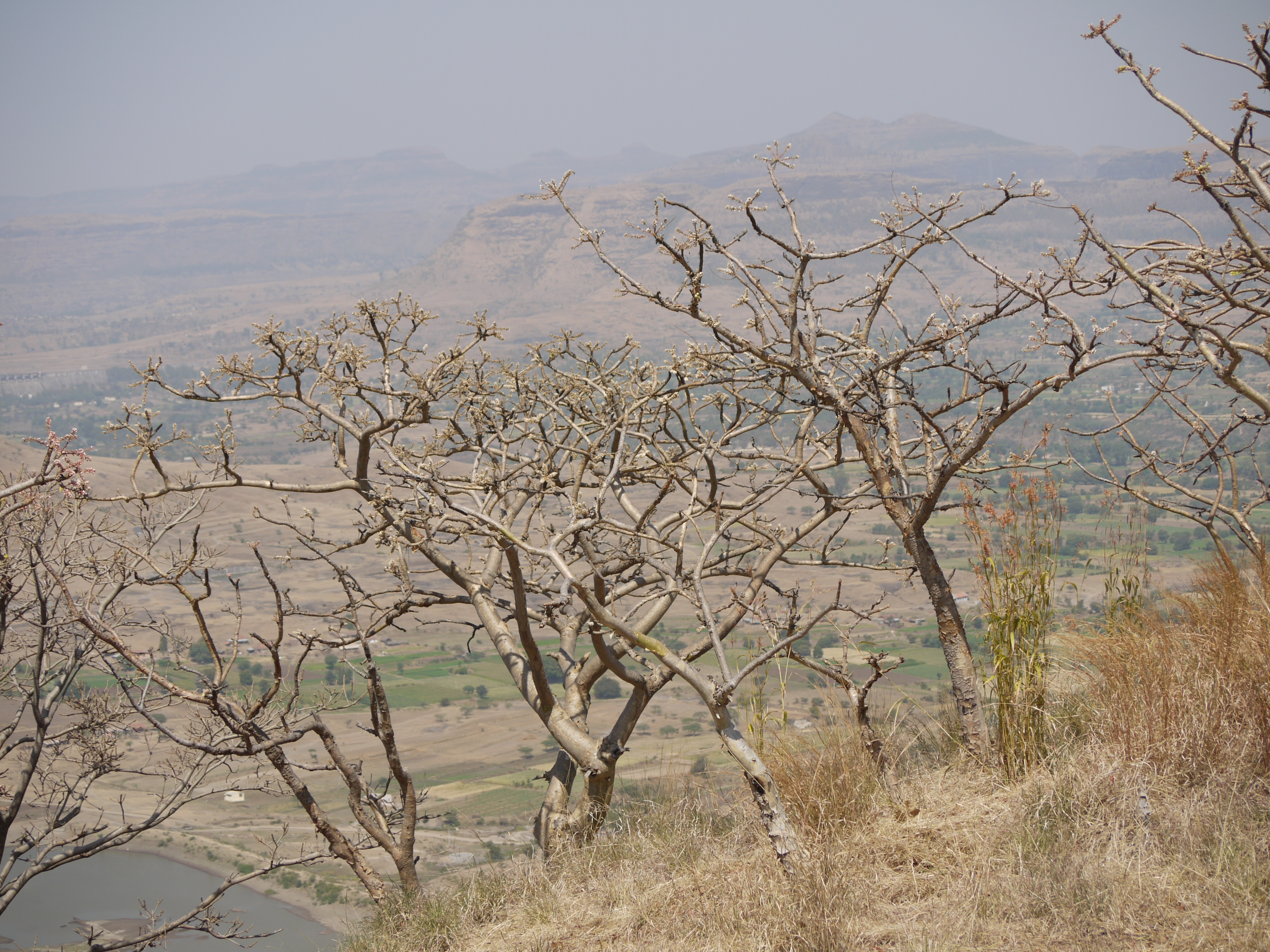
Boswellia serrata
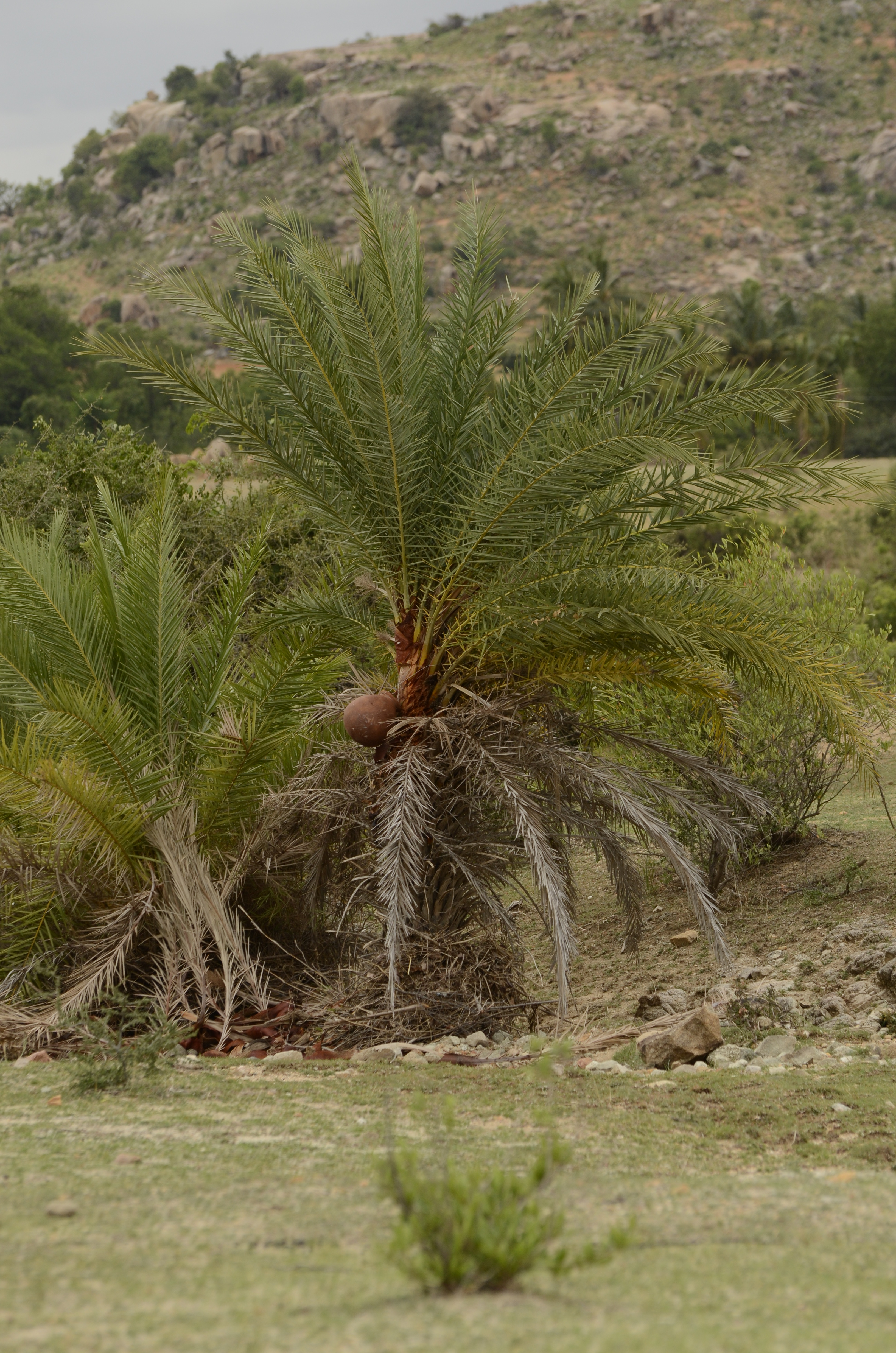
Phoenix sylvestris

## Fauna
Er zijn tachtig zoogdieren in deze ecoregio bekend. Een belangrijk zoogdier in de Aziatische leeuw. In deze ecoregio bevindt zich de enige populatie van Aziatische leeuwen in heel Azië, die zich beperkt tot het Nationaal Park Gir Forest. De ecoregio telt de binnen beschermde gebieden hoge dichtheden aan hoefdieren, die op hun beurt grote roofdieren aantrekken, zoals de Aziatische leeuw, de Indische panter, de Indische wolf en de gestreepte hyena. Bedreigde zoogdiersoorten zijn de vierhoornantilope, de Indische antilope en de Indische gazelle.  
De ecoregio telt driehonderd vogelsoorten. Een soort, de witvleugelmees is bijna-endemisch en geeft de voorkeur aan doornachtig struikgewas, een vegetatietype die deze ecoregio deelt met de aangrenzende ecoregio. Bedreigde vogelsoorten in deze ecoregio zijn de Indische trap en de kleine Indische trap. 

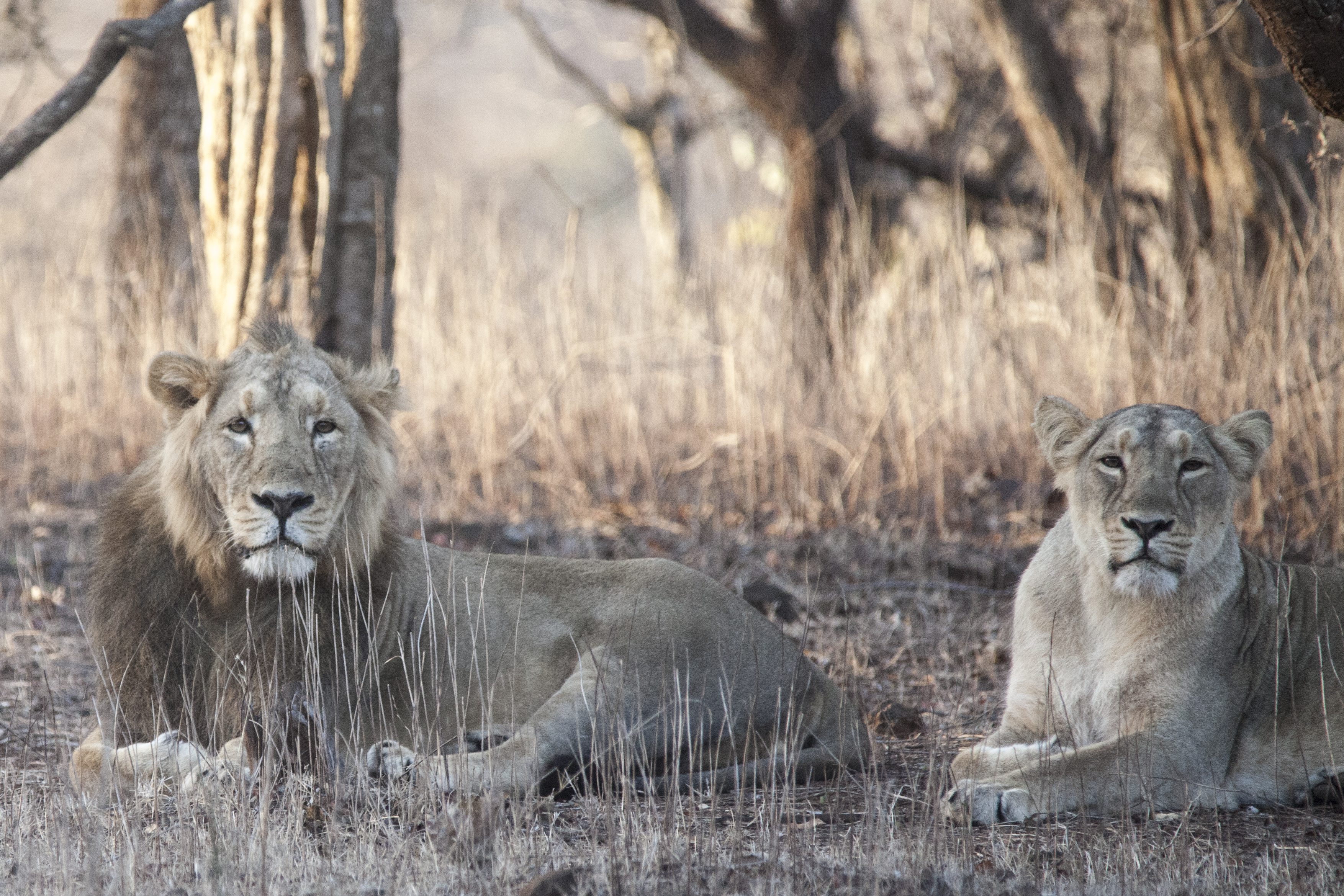
Aziatische leeuwen
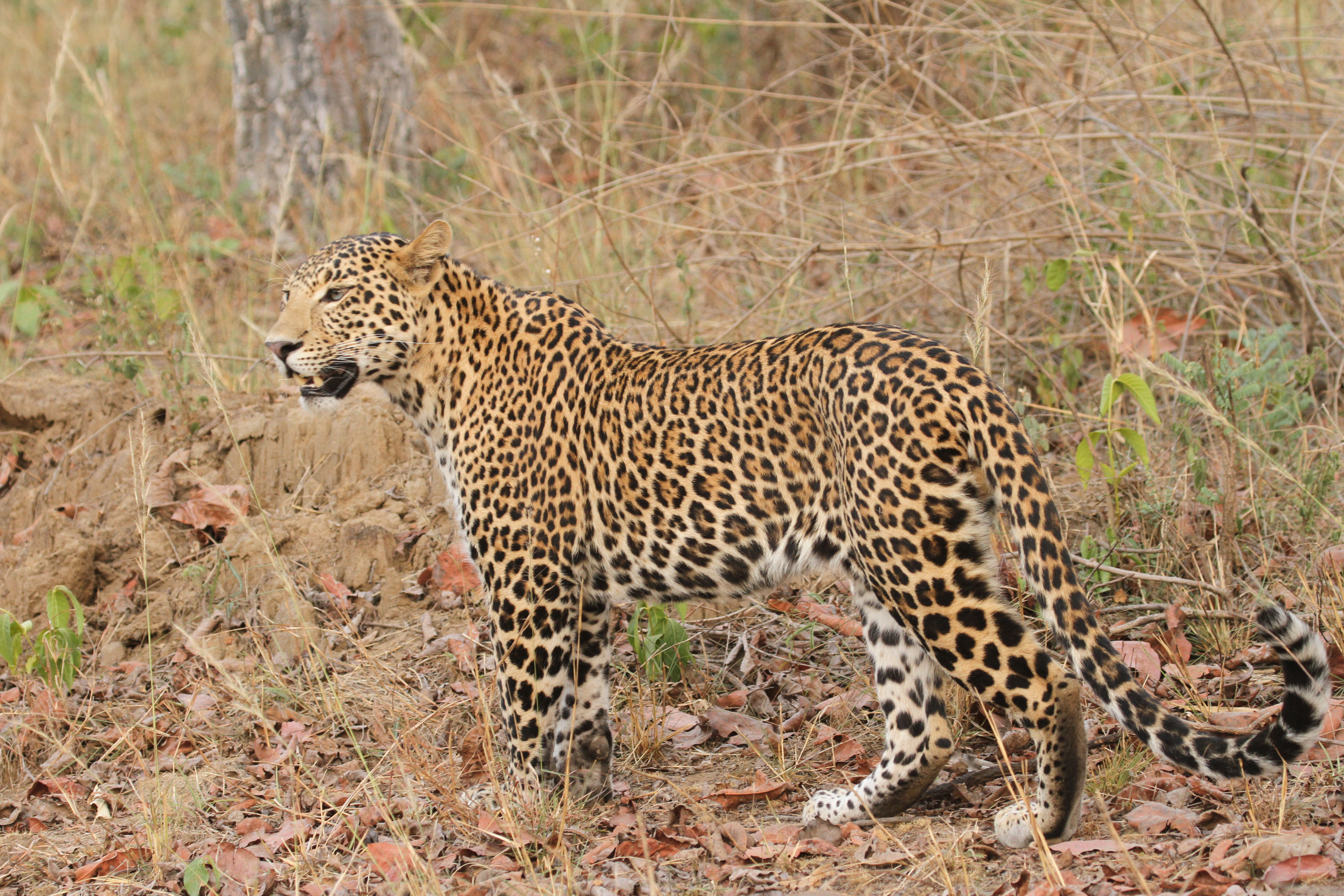
Indische panter
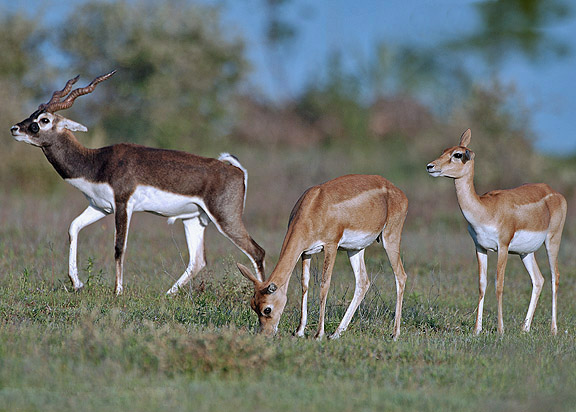
Indische antilopes
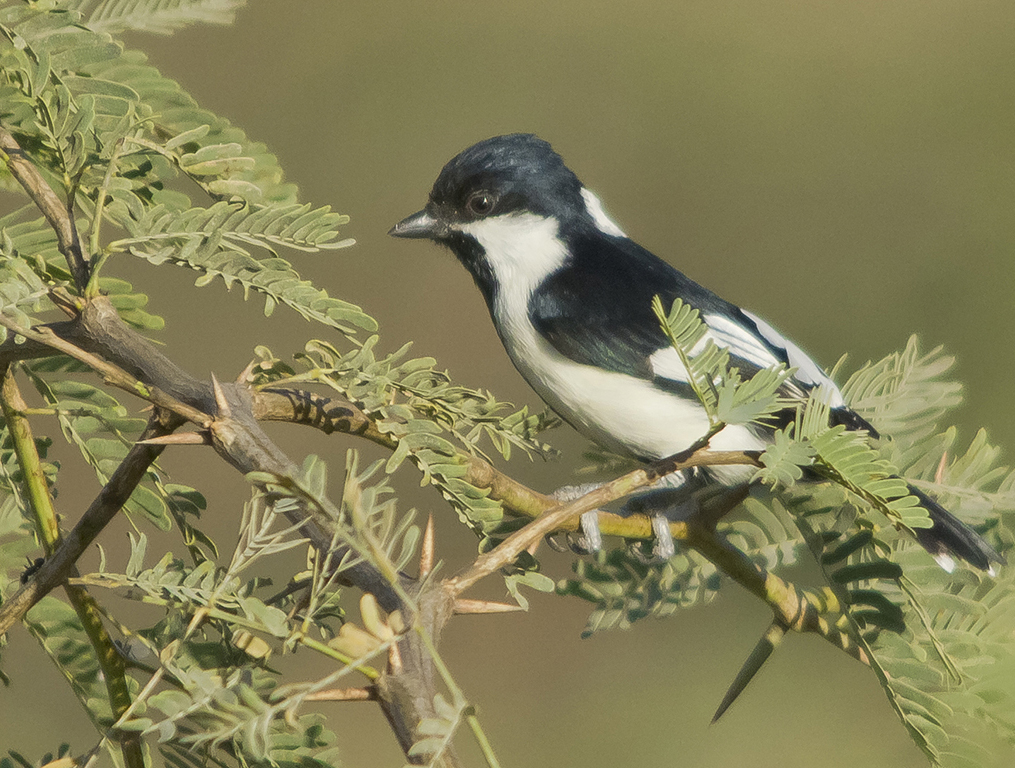
Witvleugelmees
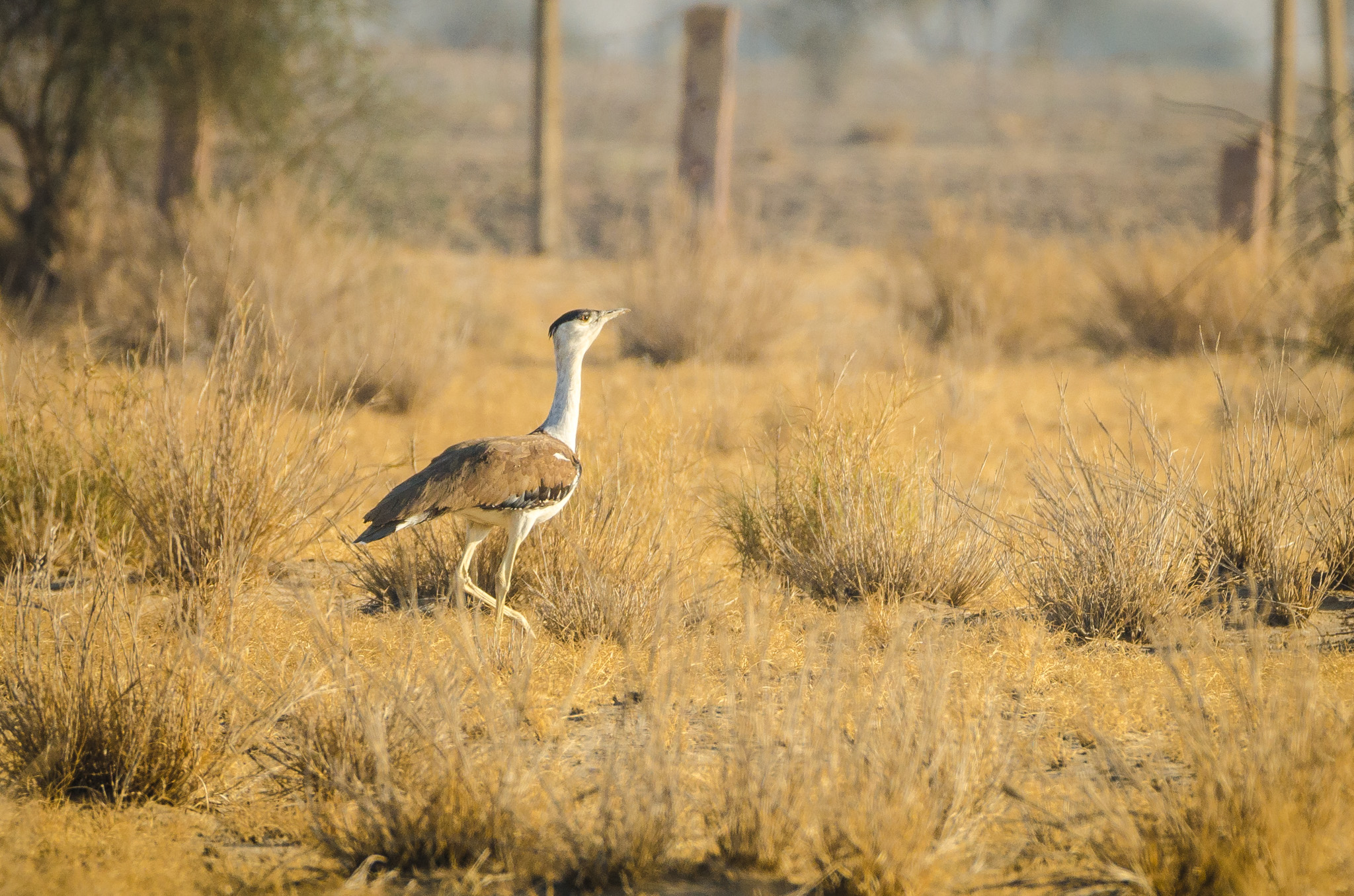
Indische trap
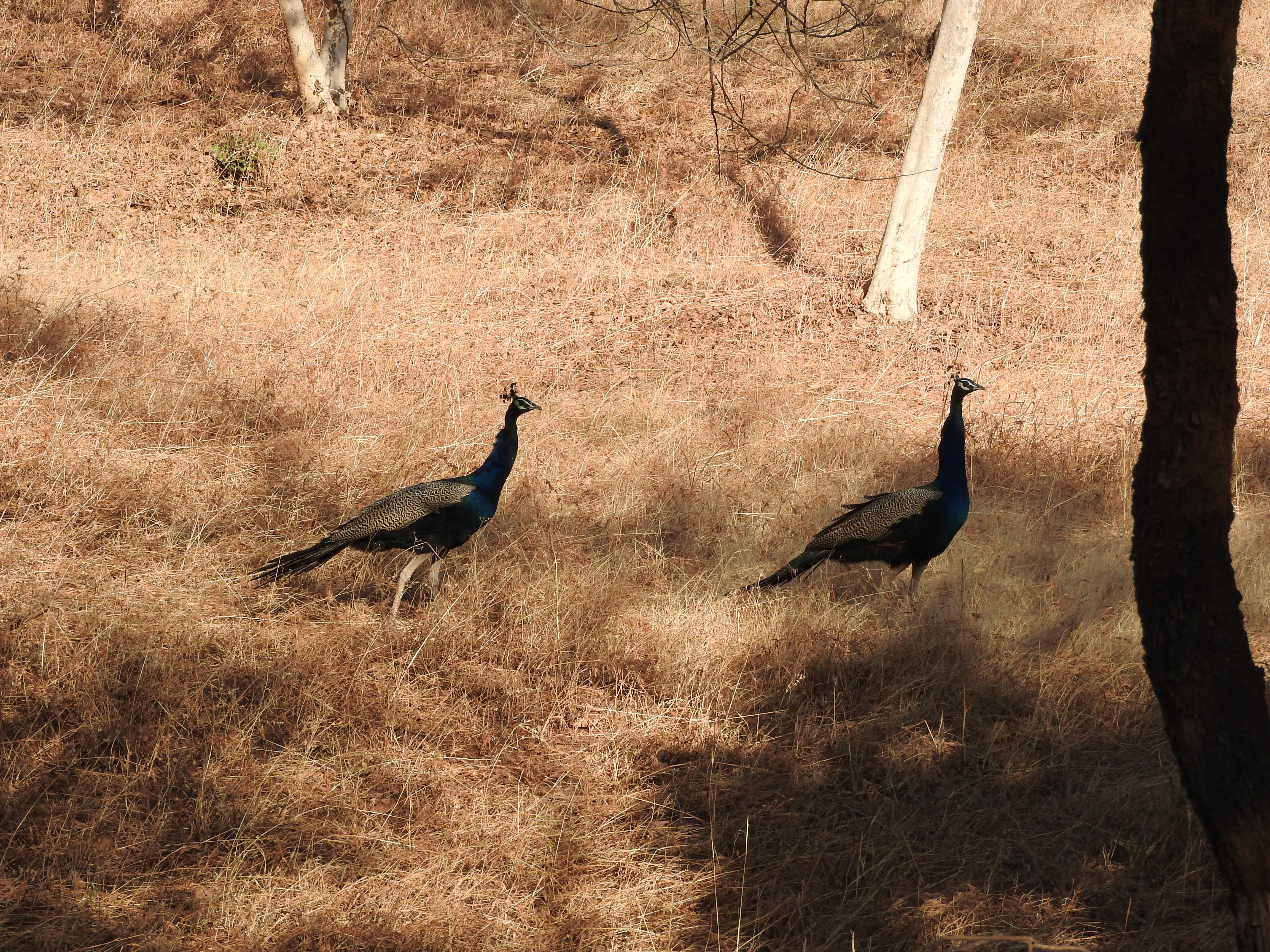
Wilde pauwen